# Calvin Watson
Calvin Watson (nascido em 6 de janeiro de 1993, em Melbourne) é um ciclista profissional australiano, que atualmente compete para a equipe Trek Factory Racing.